# Natação nos Jogos Olímpicos de Verão de 2008 - 400 m livre masculino
A competição dos 400 metros livre masculino  nos Jogos Olímpicos de Verão de 2008 acontecem nos dias 9 e 10 de agosto no Centro Aquático Nacional de Pequim.

## Horário
Horário de Pequim (UTC+8)
| Data                          | Hora        | Etapa            |
| ----------------------------- | ----------- | ---------------- |
| Sábado, 9 de agosto de 2008   | 19:15-19:40 | Classificatórias |
| Domingo, 10 de agosto de 2008 | 10:25       | Final            |

## Medalhistas
| Ouro   | KOR Park Tae-hwan |
| Prata  | CHN Zhang Lin     |
| Bronze | USA Larsen Jensen |

## Recordes
Antes desta competição, os recordes mundiais e olímpicos da prova eram os seguintes:
| Tipo | Atleta         | Tempo   | Local      | Data                   |
| ---- | -------------- | ------- | ---------- | ---------------------- |
|      | AUS Ian Thorpe | 3:40.08 | Manchester | 30 de julho de 2002    |
|      | AUS Ian Thorpe | 3:40.59 | Sydney     | 16 de setembro de 2000 |

## Classificação

### Classificatória
Esses são os resultados das baterias classificatórias:
| Pos. | Bateria | Raia | Nome                      | Tempo   | Notas |
| ---- | ------- | ---- | ------------------------- | ------- | ----- |
| 1    | 4       | 4    | USA Larsen Jensen         | 3:43.10 |       |
| 2    | 3       | 5    | CHN Zhang Lin             | 3:43.32 |       |
| 3    | 3       | 4    | KOR Park Tae-hwan         | 3:43.35 |       |
| 4    | 4       | 6    | RUS Nikita Lobintsev      | 3:43.45 |       |
| 5    | 5       | 4    | AUS Grant Hackett         | 3:44.03 |       |
| 6    | 5       | 5    | USA Peter Vanderkaay      | 3:44.22 |       |
| 7    | 4       | 5    | TUN Oussama Mellouli      | 3:44.54 |       |
| 8    | 5       | 3    | RUS Yuriy Prilukov        | 3:44.82 |       |
| 9    | 5       | 2    | CAN Ryan Cochrane         | 3:44.85 |       |
| 10   | 3       | 2    | JPN Takeshi Matsuda       | 3:44.99 |       |
| 11   | 3       | 3    | ITA Federico Colbertaldo  | 3:45.28 |       |
| 12   | 4       | 8    | DEN Mads Glaesner         | 3:45.38 |       |
| 13   | 4       | 3    | ITA Massimiliano Rosolino | 3:45.57 |       |
| 14   | 3       | 1    | FRA Nicolas Rostoucher    | 3:47.15 |       |
| 15   | 5       | 7    | GBR David Carry           | 3:47.17 | NR    |
| 16   | 5       | 1    | UKR Sergiy Fesenko        | 3:47.75 |       |
| 17   | 5       | 8    | ROU Dragos Cristian Coman | 3:47.79 |       |
| 18   | 3       | 7    | GER Paul Biedermann       | 3:48.03 |       |
| 19   | 5       | 6    | POL Przemysław Stańczyk   | 3:48.11 |       |
| 20   | 2       | 5    | AUT David Brandl          | 3:48.63 |       |
| 21   | 3       | 8    | GBR Dean Milwain          | 3:48.77 |       |
| 22   | 4       | 7    | POL Paweł Korzeniowski    | 3:48.78 |       |
| 23   | 2       | 4    | FRA Sebastien Rouault     | 3:48.84 |       |
| 24   | 2       | 3    | GRE Spyridon Gianniotis   | 3:49.34 |       |
| 25   | 3       | 6    | AUS Craig Stevens         | 3:50.22 |       |
| 26   | 1       | 5    | NOR Gard Kvale            | 3:50.47 |       |
| 27   | 2       | 7    | SUI Dominik Meichtry      | 3:50.55 |       |
| 28   | 4       | 2    | CHN Sun Yang              | 3:50.90 |       |
| 29   | 4       | 1    | GER Christian Kubusch     | 3:52.73 |       |
| 30   | 2       | 6    | RSA Jean Basson           | 3:52.90 |       |
| 31   | 1       | 4    | VEN Daniele Tirabassi     | 3:53.26 |       |
| 32   | 2       | 8    | HUN Balazs Gercsak        | 3:54.14 |       |
| 33   | 1       | 3    | CZE Kvetoslav Svoboda     | 3:56.54 |       |
| 34   | 2       | 2    | DEN Jon Raahuge Run       | 3:57.41 |       |
| 35   | 1       | 2    | ARG Juan Martin Pereyra   | 3:59.35 |       |
| 36   | 1       | 2    | KAZ Oleg Robota           | 4:02.16 |       |
| 37   | 2       | 1    | SLO Luka Turk             | —       | DNS   |

### Final
Esses são os resultados da final:
| Pos.              | Raia | Nome                 | Tempo   | Notas |
| ----------------- | ---- | -------------------- | ------- | ----- |
| Medalha de ouro   | 3    | KOR Park Tae-hwan    | 3:41.86 | AS    |
| Medalha de prata  | 5    | CHN Zhang Lin        | 3:42.44 |       |
| Medalha de bronze | 4    | USA Larsen Jensen    | 3:42.78 | AM    |
| 4                 | 7    | USA Peter Vanderkaay | 3:43.11 |       |
| 5                 | 1    | TUN Oussama Mellouli | 3:43.45 | AF    |
| 6                 | 2    | AUS Grant Hackett    | 3:43.84 |       |
| 7                 | 8    | RUS Yuriy Prilukov   | 3:43.97 |       |
| 8                 | 6    | RUS Nikita Lobintsev | 3:48.29 |       |

Legenda
| Recorde mundial      | Recorde mundial (World record)               |                       | Recorde africano                      | Recorde africano (African) |                                           | Q | Classificado por posição (Qualified) |
| Recorde olímpico     | Recorde olímpico (Olympic record)            | Recorde da América    | Recorde da América (Americas)         | q                          | Classificado por melhor tempo (Qualified) |   |                                      |
| Melhor marca do ano  | Melhor marca do ano (World leading)          | Recorde asiático      | Recorde asiático (Asian)              | DNS                        | Não largou (Did not start)                |   |                                      |
| Recorde nacional     | Recorde nacional (National record)           | Recorde europeu       | Recorde europeu (European)            | DNF                        | Não terminou (Did not finish)             |   |                                      |
| Recorde pessoal      | Recorde pessoal do atleta (Personal best)    | Recorde da Oceania    | Recorde da Oceania (Oceania)          | DSQ / DQ                   | Desclassificado (Disqualified)            |   |                                      |
| Recorde da temporada | Recorde da temporada do atleta (Season best) | Recorde sul-americano | Recorde sul-americano (South America) | NM                         | Sem marca (No mark)                       |   |                                      |